# Szőce
Szőce község Vas vármegyében, a Körmendi járásban.

## Fekvése
A település a 86-os főút közelében fekszik, Körmendtől délre, Zalalövőtől északra. Központja a főútról Rimány községrészénél letérve érhető el, a 7463-as számú mellékúton, az elágazástól mintegy 3 kilométerre. Közigazgatási területének nyugati, lakatlan részén áthalad a Nádasd-Felsőjánosfa közti 7447-es út is.
Korábban vasúton is megközelíthető volt, a Körmend–Zalalövő-vasútvonalon (Zalaháshágy–Szőce vasútállomás), de itt 2009 végén megszűnt a forgalom kihasználatlanság miatt.

## Története
Az Őrségben elhelyezkedő település első okleveles említése 1286-ból származik.
Szőce község neve valószínűleg a falu, falucska jelentésű szláv selce szóból ered. A falutól északra vezet az ún. Kerá út (Király út), a Magyarországról Itáliába tartó középkori út. Helyi néphagyomány szerint IV. Béla ezen az úton menekült a dalmát tengerpartra a tatárok elől, illetve itt itatta meg a lovát menekülés közben a Szőce-patakból.
Egy másik forrás szerint a falu neve pataknév lehetett, melyet a krónika III. Henrik német-római császár 1051-es hadjárata kapcsán említ.

## Közélete

### Polgármesterei
- 1990–1994: Kovács István (Szőceiek Baráti Köre)[4]
- 1994–1998: Kovács István (Szőcéért Baráti Kör)[5]
- 1998–2002: Papp Tibor (független)[6]
- 2002–2006: Papp Tibor (független)[7]
- 2006–2010: Papp Tibor (független)[8]
- 2010–2014: Papp Tibor (független)[9]
- 2014–2019: Tornyos Ottóné (független)[10]
- 2019–2024: Tornyos Ottóné (független)[11]
- 2024– : Tornyos Ottóné (független)[1]

## Népesség
A település népességének változása:
| Lakosok száma | 320  | 311  | 314  | 294  | 282  | 278  | 307  | 333  | 343  | 327  |
|               | 2013 | 2014 | 2015 | 2016 | 2017 | 2018 | 2021 | 2022 | 2023 | 2024 |

A 2011-es népszámlálás során a lakosok 86,9%-a magyarnak, 3,1% németnek, 0,6% cigánynak, 0,3% horvátnak, 0,3% szlovénnek mondta magát (13,1% nem nyilatkozott; a kettős identitások miatt a végösszeg nagyobb lehet 100%-nál). A vallási megoszlás a következő volt: római katolikus 64,8%, evangélikus 10,3%, református 2,8%, felekezet nélküli 1,2% (19,9% nem nyilatkozott).
2022-ben a lakosság 90,1%-a vallotta magát magyarnak, 2,7% németnek, 0,6% cigánynak, 0,6% horvátnak, 0,3% szlovénnek, 0,3% lengyelnek, 0,6% egyéb, nem hazai nemzetiségűnek (9,6% nem nyilatkozott; a kettős identitások miatt a végösszeg nagyobb lehet 100%-nál). Vallásuk szerint 38,4% volt római katolikus, 7,2% evangélikus, 3,6% református, 0,6% egyéb keresztény, 0,3% egyéb katolikus, 11,1% felekezeten kívüli (38,7% nem válaszolt).

## Nevezetességei
Szent András templom: római katolikus templom, román kori műemlék.
A szőcei tőzegmohás láprét az Őrségi Nemzeti Park egyik leghíresebb és legjelentősebb, fokozottan védett része, ahol természetvédelmi kutatóház is működik. A 127 ha területű természetvédelmi terület legértékesebb része a völgy alján húzódó rétek láncolata (14ha).